# نیکولا کورنت
نیکولا کورنت (انگلیسی: Nicola Corrent؛ زادهٔ ۲۹ مارس ۱۹۷۹) بازیکن فوتبال اهل ایتالیا است.
از باشگاه‌هایی که در آن بازی کرده‌است می‌توان به باشگاه فوتبال هلاس ورونا، باشگاه فوتبال مودنا، باشگاه فوتبال سالرنیتانا، باشگاه فوتبال روبور سیه‌نا، باشگاه فوتبال مونتسا، باشگاه فوتبال کومو، باشگاه فوتبال آ.ث. میلان، باشگاه فوتبال ناپولی، و باشگاه فوتبال ترنانا اشاره کرد.
وی همچنین در تیم‌های ملی فوتبال زیر ۱۸ سال ایتالیا، زیر ۱۹ سال ایتالیا، زیر ۲۰ سال ایتالیا، و زیر ۲۱ سال ایتالیا بازی کرده‌است.